# Pirofanita
La pirofanita és un mineral que pertany al grup ilmenita, de la classe dels òxids. Va ser anomenada així l'any 1890 per Axel Hamberg del grec pir (foc) i fanos (semblar), en al·lusió al seu color vermell.

## Característiques
És un òxid de manganès i titani. La seva fórmula és Mn2+TiO₃ amb composició química amb un 46,96% de MnO₂ i un 53,04% de TiO₂. A més dels elements de la seva fórmula, sol portar com impureses: ferro i zinc. És l'anàleg amb manganès de la geikielita (MgTiO₃), la ilmenita (Fe2+Ti4+O₃) i l'ecandrewsita (ZnTiO₃). Es pot confondre de vegades amb la ilmenita, de la qual es diferencia en la ratlla, les reaccions químiques i a través de raigs X. Forma una sèrie de solució sòlida amb la ilmenita, en què la substitució gradual del manganès per ferro va donant els diferents minerals de la sèrie.
Segons la classificació de Nickel-Strunz, la pirofanita pertany a «04.CB: Òxids amb proporció metall:oxigen = 2:3, 3:5, i similars, amb cations de mida mitjana» juntament amb els següents minerals: brizziïta, corindó, ecandrewsita, eskolaïta, geikielita, hematites, ilmenita, karelianita, melanostibita, akimotoïta, auroantimonita, romanita, tistarita, avicennita, bixbyita, armalcolita, pseudobrookita, mongshanita, zincohögbomita-2N2S, zincohögbomita-2N6S, magnesiohögbomita-6N6S, magnesiohögbomita-2N3S, magnesiohögbomita-2N2S, ferrohögbomita-6N12S, pseudorútil, kleberita, berdesinskiita, oxivanita, olkhonskita, schreyerita, kamiokita, nolanita, rinmanita, iseïta, majindeïta, claudetita, estibioclaudetita, arsenolita, senarmontita, valentinita, bismita, esferobismoïta, sillenita, kyzylkumita i tietaiyangita.

## Formació i jaciments
Apareix principalment en jaciments de minerals del manganès metamorfitzats. Menys comú es pot formar com a mineral accessori en granit, amfibolita o serpentinita. És molt rar en meteorits de tipus condrita. Sol trobar-se associada a altres minerals com: ilmenita, geikielita, hematita, espinel·la, gahnita, cromita, magnetita, ganofilita, manganofilita, hendricksita, granat o calcita. Els jaciments d'aquest mineral són rars, i es poden trobar a Pajsberg (Suècia), Noruega, Rússia, la Gran Bretanya i el Brasil. Als territoris de parla catalana ha estat descrita a la mina Serrana (El Molar, Priorat).